# Мирне (Криворізька сільська громада)
Мирне (до 1917-го Чабарня, потім Перша група, хутір Ленінський. до 18 лютого 2016 року — село Леніна) — село Криворізької сільської громади Покровського району Донецької області, Україна.

## Історія

### Заснування
Засноване на землях меноніта Івана Яковича (Іоганна Якоба) Вінса. Спочатку була збудована кошара для овець і приміщення для чабанів. Тому поселення назвали Чабарня.

### УРСР
Після голодомру 1921-1922 років в хутір переселились 32 сім'ї з села Гришине . В числі перших переїхали сім'ї Ф.Я.Підопригори і П.П.Ковальова. Під час переселення загинули від рук військових перші поселенці хутора Миронов, Куликов, Москальов, Юровник, Сидоренко.
Назву хутір Ленінський поселення одержало в 1924 році. На мітингу з приводу смерті В.І.Леніна жителі хутора ухвалили рішення назвати поселення іменем вождя світового пролетаріату.
В 1928 році у хуторі Ленінському утворено колгосп імені В.І.Леніна. Першими вступили в колгосп Д.Я.Воробйов, Є.М.Долгий, М.С.Остапенко. Першим головою колгоспу був вибраний Д.Я.Воробйов.
Першими трактористами працювали В.Я.Скорин і Я.Ф.Сергієнко.
Була утворена Ленінська сільська рада. В період голодомору 1932-1933 років в хуторі померли: Клименко Сергій Андрійович - дитина 8 років, помер 17.07.1933 року внаслідок поганого харчування; Татаренко Марія Павлівна - дитина 1 рік, померла 16.01.1933 року , причина смерті диспепсія; Толстунова Варвара Миколаївна - дитина 2 місяці, померла 09.03.1933 року, причина смерті диспепсія.
Репресовані: Підопригора Федір Іванович - 1911 року народження, село Гришине Красноармійського району Донецької області, українець, освіта початкова, беспартійний. Проживав в селі імені В.І.Леніна Добропільського району Сталінської (Донецької) області. Колгоспник колгоспу імені В.І.Леніна. Заарештований 12 вересня 1943 року. Військовим трибуналом військ НКВС по Донецькій області засуджений на 15 років каторжних робіт з позбавленням прав на конфіскацію майна. Реабілітований у 1954 році.

### Німецько-радянська війна

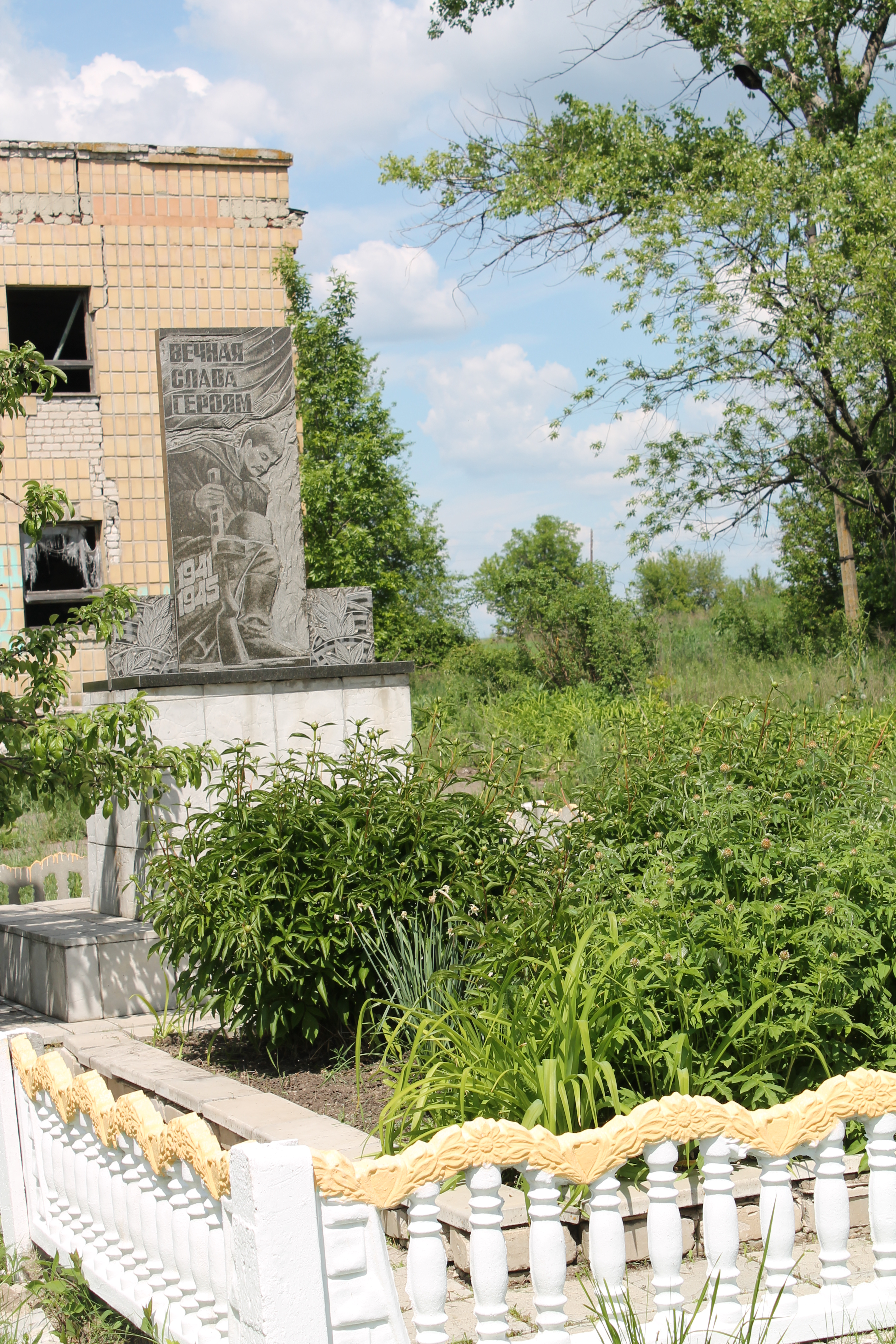
Військовий меморіал

У 1941 році на фронт пішли 132 жителі села, з них 87 не повернулись додому.

### Післявоєнна доба
В 1951 році проведено об'єднання колгоспів, Першим головою цього об'єднаного колгоспу був обраний О.Г.Іжболдін. Центральна садиба колгоспу імені В.І.Леніна знаходилась в селі Леніне.

### НезалежнаУкраїна
З 1991 року село Леніна входить до складу незалежної України.
В 2016 році село Леніна перейменовано на Мирне.

## Відомі люди
- Д.Я.Воробйов і П.П.Долгий - учасники громадянської війни і борці за встановлення радянської влади в селі. За їх пропозицією село було названо іменем В.І.Леніна.

- Ковальова Євдокія Юхимівна — депутат Верховної Ради УРСР II скликання.
- Середній Іван Кузьмич — механізатор колгоспу, нагороджений орденом Леніна.
- М.Ф.Ткачова — городниця, пташниця колгоспу, нагороджена орденами Трудового Червоного Прапора і Знак пошани.

- Божко Іван Миколайович— письменник, працював завідувачем початкової школи з 1947—1953 рік.
- Харченко Ірина Іванівна — мати п'яти дітей нагороджена орденом Мати— героїня[2]

## Релігія
- Стрітенський храм. Престольне св'ято Стрітення Господнє (15 лютого). Храм окормляється св'ящениками Добропільського округу. Адреса: 85033 село Мирне Добропільського району, вулиця Мирна, будинок 16. Храм у пристосованому приміщенні.